# استان مورمانسک

استان مورمانسک در نقشهٔ روسیه.

استان مورمانسک (به روسی: Му́рманская о́бласть، تلفظ: مورمانسکایا اُبلاست) یکی از واحدهای فدرالی روسیه است. 
این استان در شمال غربی روسیه قرار گرفته و ۱۴۴،۹۰۰ کیلومتر مربع مساحت و ۸۹۲،۵۳۴ نفر جمعیت دارد.
مرکز آن شهر مورمانسک است.

## شهرستان‌ها
- کولسکی (Кольский)
- کوودورسکی (Ковдорский)
- لووزرسکی (Ловозерский)
- پچنگسکی (Печенгский)
- ترسکی (Терский)

## آبادی‌های منطقه
- اوستروونوی (Островной)
- پولیارنی (Полярный)
- سورومورسک (Североморск)
- اسکالیستی (Скалистый)
- اسنژنوگورسک (Снежногорск)
- ویدیایوو (Видяево)
- زائوزیورسک (Заозёрск)